# Jinping, Shantou
Jinping är ett stadsdistrikt och säte för stadsfullmäktige  i staden Shantou i provinsen Guangdong i sydöstra Kina.
Jinping är indelat i tolv stadsdelsdistrikt (jiedao) .
- Dahua (大华街道)
- Dongfang (东方街道)
- Guanghua (光华街道)
- Guangxia (广厦街道)
- Jindong (金东街道)
- Jinsha (金砂街道)
- Qishan (岐山街道)
- Shipaotai (石炮台街道)
- Tuojiang (鮀江街道)
- Tuolian (鮀莲街道)
- Xiaogongyuan (小公园街道)
- Yuepu (月浦街道)